# Dubai Tennis Championships & Dubai Duty Free Women’s Open 2005
Die Barclays Dubai Tennis Championships 2005 waren ein Tennisturnier der WTA Tour 2005 für Damen und ein Tennisturnier der ATP Tour 2005 für Herren in Dubai. Das Damenturnier der WTA fand vom 26. Februar bis 5. März 2005 statt, das Herrenturnier der ATP vom 21. bis 27. Februar 2005.

## Herrenturnier
→ Qualifikation: Dubai Tennis Championships 2005/Qualifikation

## Damenturnier
→ Qualifikation: Dubai Duty Free Women’s Open 2005/Qualifikation